# Columbus Challenger II 2022
Il Columbus Challenger II 2022 è stato un torneo maschile tennis professionistico. È stata la 12ª edizione del torneo, la 2ª nel 2022, facente parte della categoria Challenger 80 nell'ambito dell'ATP Challenger Tour 2022, con un montepremi di 53 120 $. Si è svolto dal 19 al 25 settembre 2022 sui campi in cemento dell'Ohio State Varsity Tennis Center di Columbus, negli Stati Uniti.

## Partecipanti

### Teste di serie
| Nazionalità | Giocatore        | Ranking* | Testa di serie |
| ----------- | ---------------- | -------- | -------------- |
| Australia   | Jordan Thompson  | 102      | 1              |
| Ecuador     | Emilio Gómez     | 112      | 2              |
| Svizzera    | Dominic Stricker | 124      | 3              |
| Australia   | Aleksandar Vukic | 129      | 4              |
| Francia     | Enzo Couacaud    | 188      | 5              |
| Germania    | Dominik Koepfer  | 194      | 6              |
| Regno Unito | Paul Jubb        | 196      | 7              |
| Australia   | Rinky Hijikata   | 206      | 8              |

* Ranking al 12 settembre 2022.

### Altri partecipanti
I seguenti giocatori hanno ricevuto una wild card per il tabellone principale:
- Justin Boulais
- Cannon Kingsley
- James Tracy

I seguenti giocatori sono entrati in tabellone come alternate:
- Nick Chappell
- Ezekiel Clark
- Omni Kumar

I seguenti giocatori sono passati dalle qualificazioni:
- Naoki Nakagawa
- James Trotter
- Nathan Ponwith
- Ryan Harrison
- Robert Cash
- Patrick Kypson

Il seguente giocatore è entrato in tabellone come lucky loser:
- Strong Kirchheimer

## Campioni

### Singolare
Jordan Thompson ha sconfitto in finale  Emilio Gómez con il punteggio di 7–6(6), 6–2.

### Doppio
Julian Cash /  Henry Patten hanno sconfitto in finale  Charles Broom /  Constantin Frantzen con il punteggio di 6–2, 7–5.